# Stockholm (Nueva York)
Stockholm es un pueblo ubicado en el condado de St. Lawrence en el estado estadounidense de Nueva York. En el año 2000 tenía una población de 3592 habitantes y una densidad poblacional de 14,8 personas por km².

## Geografía
Stockholm se encuentra ubicado en las coordenadas 44°45′35″N 74°51′11″O / 44.75972, -74.85306.

## Demografía
Según la Oficina del Censo en 2000 los ingresos medios por hogar en la localidad eran de 30 720 $, y los ingresos medios por familia eran 38 370 $. Los hombres tenían unos ingresos medios de 30 444 $ frente a los 21 821 $ para las mujeres. La renta per cápita para la localidad era de 15 109 $. Alrededor del 16 % de la población estaba por debajo del umbral de pobreza.